# Jukka Hentunen
Jukka Mika Petteri Hentunen (Joroinen, 3 maggio 1974) è un ex hockeista su ghiaccio finlandese professionista che ha giocato nel ruolo di ala destra.

## Statistiche
| 1998–99    | HPK                 | SM-liiga       | 41 | 13 | 21 | 34 | 32 | 8  | 1  | 4  | 5  | 12 |
| 1999–00    | HPK                 | SM-liiga       | 53 | 17 | 28 | 45 | 76 | 8  | 4  | 2  | 6  | 12 |
| 2000–01    | Jokerit Helsinki    | SM-liiga       | 56 | 27 | 28 | 55 | 24 | 5  | 1  | 0  | 1  | 4  |
| 2001–02    | Saint John Flames   | AHL            | 9  | 3  | 3  | 6  | 0  | -- | -- | -- | -- | -- |
| 2001–02    | Calgary Flames      | NHL            | 28 | 2  | 3  | 5  | 4  | -- | -- | -- | -- | -- |
| 2001–02    | Nashville Predators | NHL            | 10 | 2  | 2  | 4  | 0  | -- | -- | -- | -- | -- |
| 2002–03    | Jokerit Helsinki    | SM-liiga       | 48 | 11 | 11 | 22 | 28 | 10 | 4  | 2  | 6  | 0  |
| 2003–04    | Fribourg-Gottéron   | Nationalliga A | 47 | 25 | 28 | 53 | 22 | 4  | 2  | 4  | 6  | 6  |
| 2004–05    | Fribourg-Gottéron   | Nationalliga A | 44 | 24 | 20 | 44 | 46 | -- | -- | -- | -- | -- |
| 2005–06    | HC Lugano           | Nationalliga A | 44 | 24 | 18 | 42 | 44 | 17 | 7  | 6  | 13 | 6  |
| 2006–07    | HC Lugano           | Nationalliga A | 44 | 26 | 20 | 46 | 63 | -- | -- | -- | -- | -- |
| 2007–08    | HC Lugano           | NLA            | 13 | 5  | 9  | 14 | 6  | -- | -- | -- | -- | -- |
|            | Ak-Bars Kazan       | RUS            | 33 | 10 | 18 | 28 | 10 | 10 | 2  | 8  | 10 | 8  |
| 2008-09    | Ak-Bars Kazan       | KHL            | 54 | 14 | 13 | 27 | 36 | 21 | 9  | 2  | 11 | 8  |
| Totale NHL | Totale NHL          | Totale NHL     | 38 | 4  | 5  | 9  | 4  | -- | -- | -- | -- | -- |

## Palmarès

### KHL
- Gagarin Cup: 2009 (Ak Bars Kazan)
- Miglior Realizzatore dei Playoffs: 2008-2009

### Nationalliga A
- Campione svizzero: 2005-06 (HC Lugano)

### SM-liiga
- Giocatore del Mese: Gennaio 2001

### Giochi olimpici invernali
- Argento: Torino 2006

### Campionato mondiale IIHF
- Argento: 2001 (Roster Finlandia); 2007 (Roster Finlandia)
- Bronzo: 2000 (Roster Finlandia); 2006 (Roster Finlandia)
- Giocatore con il miglior bilancio +/-: 2000

### IIHF European Champions Cup
- Bronzo: 2007 (HC Lugano)

### World Cup of Hockey
- Finalista: 2004 (Roster Finlandia)